# 渡头桥镇
渡头桥镇，是中华人民共和国湖南省邵陽市双清区下辖的一个乡镇级行政单位。

## 行政区划
渡头桥镇下辖以下地区：
渡头桥社区、新民村、新洲村、民生村、江口村、光辉村、横塘村、老塘村、井泉村、严塘村、群力村、鸡笼村和芹菜村。